# Lopezia gentryi
Lopezia gentryi là một loài thực vật có hoa trong họ Anh thảo chiều. Loài này được (Munz) Plitmann, P.H. Raven & Breedlove mô tả khoa học đầu tiên năm 1973.